# Harold Hughes
Harold Everett Hughes (condado de Ida, Iowa, 10 de febrero de 1922- 28 de octubre de 1996) fue un político estadounidense del Partido Demócrata de los Estados Unidos. Fue el senador por el estado de Iowa desde 1969 hasta 1975. Fue además 36º gobernador de Iowa desde 1963 hasta 1969.